# Saagaromyces glitra
Saagaromyces glitra är en svampart som först beskrevs av J.L. Crane & Shearer, och fick sitt nu gällande namn av K.L. Pang & E.B.G. Jones 2003. Saagaromyces glitra ingår i släktet Saagaromyces och familjen Halosphaeriaceae.   Inga underarter finns listade i Catalogue of Life.